# Straight Records
La Straight Records è stata un'etichetta discografica statunitense.

## Storia
La Straight venne inaugurata nel 1969 da Frank Zappa e il suo manager Herb Cohen per pubblicare album che, a detta del chitarrista, dovevano essere "strani". Nello stesso periodo, Zappa fondò la Bizarre Records, un'etichetta discografica associata alla Straight. Le pubblicazioni della Straight e Bizarre venivano distribuite negli Stati Uniti dalla Warner Bros. Records, e nel Regno Unito dalla CBS Records.
Oltre Frank Zappa, gli artisti che hanno pubblicato musica per la Straight comprendono Captain Beefheart, Alice Cooper (il loro Pretties for You del 1969 fu il primo disco ad uscire per l'etichetta), Tim Buckley, The GTOs, e The Persuasions.